# ألبان داشي
ألبان داشي (بالألبانية: Alban Dashi‏) هو لاعب كرة قدم ألباني في مركز الهجوم، ولد في 25 سبتمبر 1989 في تيرانا في ألبانيا. شارك مع منتخب ألبانيا تحت 19 سنة لكرة القدم. أما مع النوادي، فقد لعب مع بارتيزاني تيرانا ونادي تيوتا دورس.